# Ramon Young
Ramon Young (* um 1930) ist ein Badmintonspieler aus Hongkong.

## Karriere
Ramon Young ist eine der bedeutendsten Persönlichkeiten des Badmintonsports aus Hongkong in der Zeit nach dem Zweiten Weltkrieg. Von 1951 bis 1961 war er bei den nationalen Titelkämpfen fünf Mal im Herreneinzel erfolgreich. Weiterhin erkämpfte er in dieser Zeit drei Doppel- und fünf Mixedtitel. 1951 gewann er die offen ausgetragenen nationalen philippinischen Badmintonmeisterschaften. Für Hongkong startete er 1954, 1958 und 1962 im Thomas Cup.